# Villamanrique de Tajo
Villamanrique de Tajo ist ein Ort und eine Gemeinde (municipio) mit 825 Einwohnern (Stand: 2024) im Südosten der Autonomen Gemeinschaft Madrid. Die Gemeinde gehört zur Kulturlandschaft der Alcarria.

## Lage und Klima
Der ca. 545 m hoch gelegene Ort Villamanrique de Tajo liegt gut 65 km südöstlich der spanischen Hauptstadt Madrid am Tajo. Das Klima im Winter ist gemäßigt, im Sommer dagegen warm bis heiß; die eher geringen Niederschlagsmengen (ca. 460 mm/Jahr) fallen – mit Ausnahme der nahezu regenlosen Sommermonate – verteilt übers ganze Jahr.

## Bevölkerungsentwicklung
| Jahr      | 1970  | 1981  | 1991  | 2001 | 2011 | 2021 |
| Einwohner | 1.363 | 1.258 | 1.285 | 614  | 802  | 762  |

Aufgrund der Mechanisierung der Landwirtschaft und der Aufgabe bäuerlicher Kleinbetriebe ist die Einwohnerzahl der Gemeinde trotz ihrer Lage im Großraum Madrid seit den 1950er Jahren deutlich zurückgegangen.

## Wirtschaft
Die Gemeinde ist immer noch in hohem Maße landwirtschaftlich geprägt; Hauptanbauprodukte waren und sind Oliven, Wein und Weizen.

## Geschichte
Die frühere Siedlung Albuher soll noch arabischen Ursprungs sein und von gewissen Wohlstand geprägt gewesen sein. Es finden sich jedenfalls Siedlungsreste, die auf Arbeitsteilung und Handel hindeuten. Die Siedlung scheint aber während der Reconquista weitgehend zerstört worden zu sein.

## Sehenswürdigkeiten

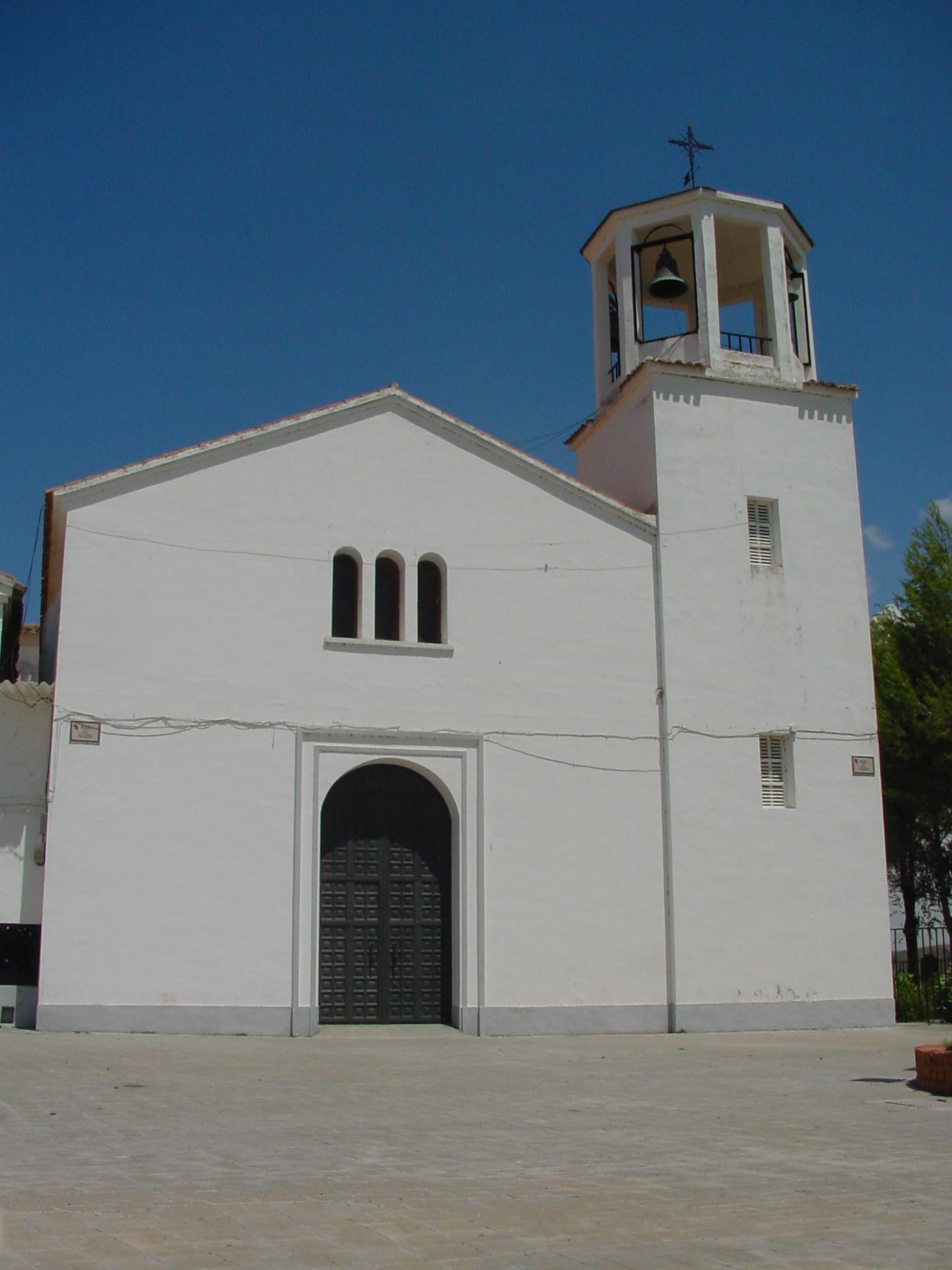
Kirche
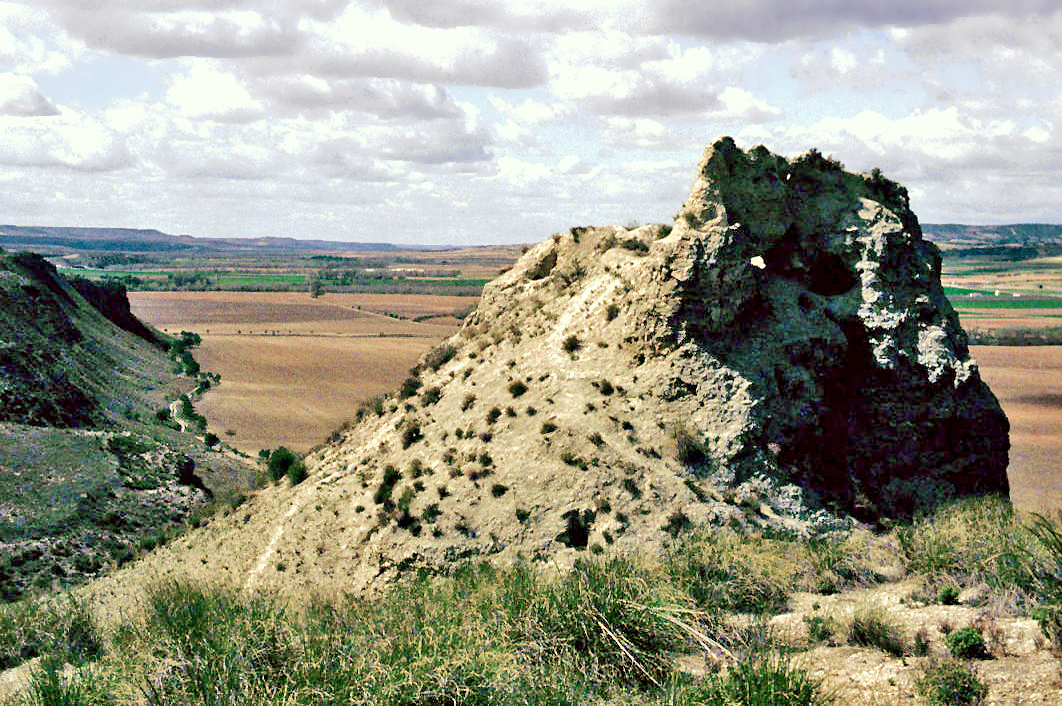
Ruinen der Burg von Albuher
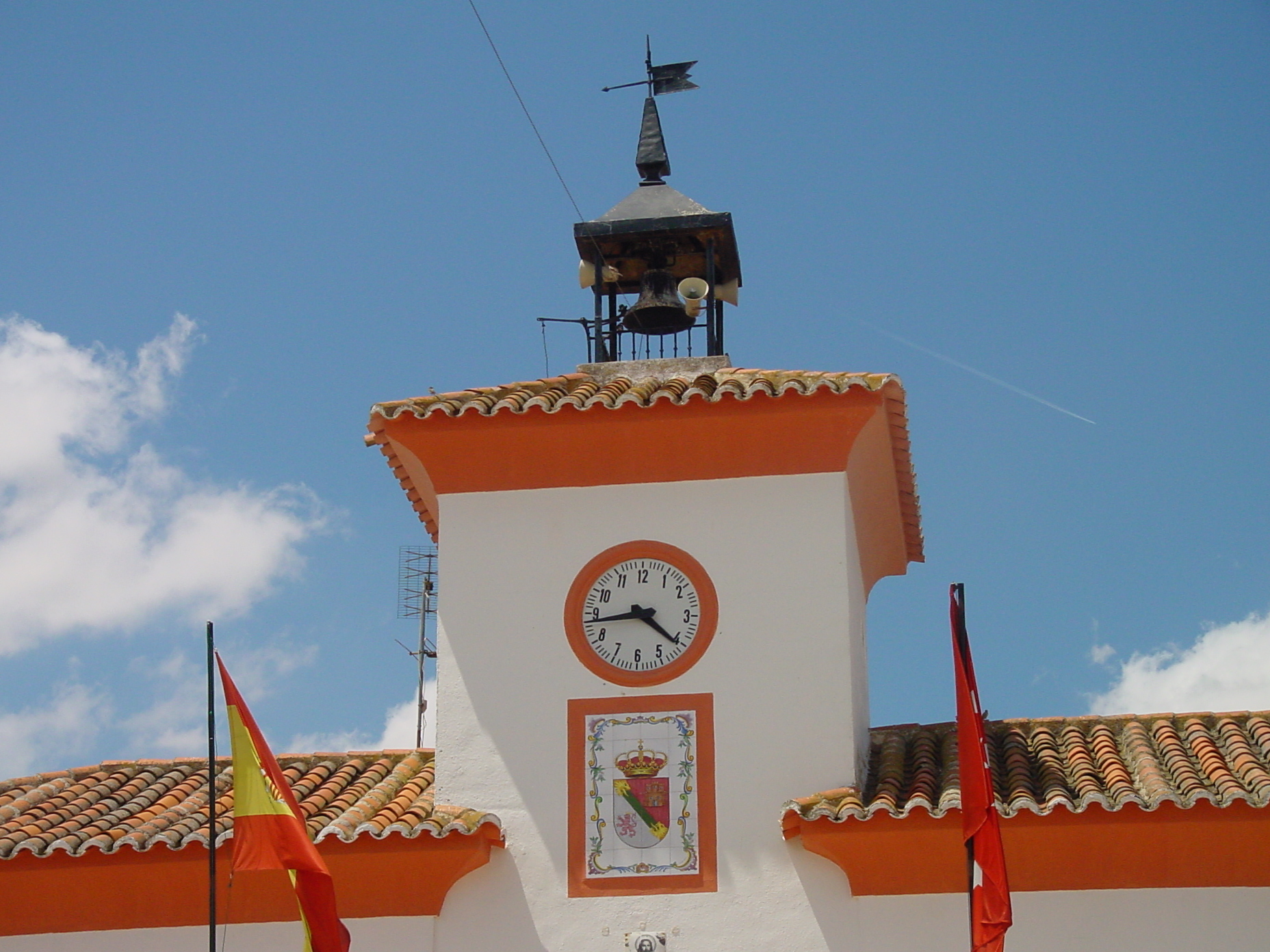
Rathaus mit Uhrenturm

- Kirche
- Ruinen der Burg von Albuher
- Uhrenturm des Rathauses

## Persönlichkeiten
- Faustina Sáez de Melgar (1834–1895), Schriftstellerin